# Phyllanthus rubescens
Phyllanthus rubescens är en emblikaväxtart som beskrevs av Lucien Beille. Phyllanthus rubescens ingår i släktet Phyllanthus och familjen emblikaväxter. Inga underarter finns listade i Catalogue of Life.